# Station Pamproux
Station Pamproux is een spoorweghalte in de Franse gemeente Pamproux.